# Palato duro
O palato duro consiste em uma fina camada epitelial aderida ao osso palatino localizado no crânio, também denominado no teto ou céu da boca. A região separa a cavidade oral da porção nasal da faringe.
A região apresenta mucosa adaptada para o impacto mecânico, é no palato duro que os alimentos são pressionados contra pela língua durante a deglutição.